# غونار نيلسن
غونار نيلسن (بالسويدية: Gunnar Nielsen)‏ (و. 1919 – 2009 م) هو ممثل، من السويد، ولد في ستوكهولم، توفي عن عمر يناهز 90 عاماً.

## وصلات خارجية
- غونار نيلسن على موقع IMDb (الإنجليزية)
- غونار نيلسن على موقع قاعدة بيانات الفيلم (الإنجليزية)